# Breviceps gibbosus
Espèce
Synonymes
- Rana gibbosa Linnaeus, 1758
- Engystoma dorsatum Cuvier, 1829

Statut de conservation UICN

 NT  : Quasi menacé
Breviceps gibbosus est une espèce d'amphibiens de la famille des Brevicipitidae.

## Répartition
Cette espèce est endémique du Sud-Ouest de la province du Cap-Occidental en Afrique du Sud. Elle se rencontre jusqu'à 1 000 m d'altitude à Newlands et de Piketberg à Stellenbosch.

## Publication originale
- Linnaeus, 1758 : Systema naturae per regna tria naturae, secundum classes, ordines, genera, species, cum characteribus, differentiis, synonymis, locis, ed. 10 (texte intégral).